# Дальний Север

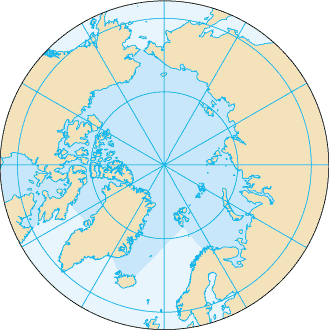
Местоположение Северного полюса, в центре Северного Ледовитого океана

Дальний Север (иногда известный как Северный) описывает самые северные широты, достигнутые исследователями по освоению Северного полюса. Северные Арктические полярные регионы являются гораздо более доступными, чем Южные.

## Ранние путешествия
Голландская экспедиция Виллема Баренца достигла 79°49’ N. 16 июня 1596 года в регистре зафиксирован первый Дальний Север. В 1607 году Генри Гудзон вероятно, достиг мыса Хаклуит, но не смог продолжить, так как лёд лег вдоль Шпицбергена с северного побережья. в 1612 году исследователь из Кингстон-апон-Халл Мармадьюк Томас заявил, что достиг 82° северной широты, в то время как голландские мореплаватели в 1614—1624 годах утверждали, что отплыли еще дальше на север до 83°с. ш.. Английские китобои достигли Шпицбергена (80°32' с. ш.). На семи островах (на 80° 49' с. ш.), к северу от северо-восточной земли, были впервые обозначены на голландской карте 1663 года, но якобы корабли из Энкхейзен достигли семь островов еще в 1618. В 1806 году резолюция Уитби, под управлением Уильяма Скорсби-старшего, говорят, что плыли к северу от семи островов и достиг 81° 50' с. ш..

## Девятнадцатый век
Одна из первых экспедиций, с явной целью достичь Северного полюса, была экспедиция Уильяма Эдварда Парри в 1827 году, который достиг 82°45' с. ш., рекорд, который стоял в течение многих десятилетий. Альберт Гастингс Маркхэм, член Британской арктической экспедиции в 1875—1876 годов был следующий, кто побил рекорд Уильяма и приблизился к полюсу спуся 48, он достиг широты 83°20'26" N на собачьих упряжках. Адольф Грили с его Арктической экспедицией превзошел Маркхэма на несколько миль, достигнув 83°24' в 1882 году.
В 1895 году, норвежцы Фритьоф Нансен и Иогансен Фредерик Ялмар достиг широты 86°14' с. ш. в 1900 году Умберто Каньи итальянского Королевского флота покинули базовый лагерь, установленных Луиджи Амедео, герцог Абруцци, и достиг широты 86°34' 25 апреля.